# Manuel da Silveira d’Elboux
Manuel da Silveira d’Elboux (* 29. Februar 1904 in Itu, São Paulo, Brasilien; † 6. Februar 1970) war Erzbischof von Curitiba.

## Leben
Manuel da Silveira d’Elboux empfing am 15. August 1931 das Sakrament der Priesterweihe.
Am 10. Januar 1940 ernannte ihn Papst Pius XII. zum Titularbischof von Barca und zum Weihbischof in Ribeirão Preto. Der Erzbischof von São Paulo, José Gaspar d’Afonseca e Silva, spendete ihm am 31. März desselben Jahres die Bischofsweihe; Mitkonsekratoren waren der Bischof von Santos, Paulo de Tarso Campos, und der Bischof von Ribeirão Preto, Alberto José Gonçalves.
Papst Pius XII. ernannte ihn am 22. Februar 1946 zum Bischof von Ribeirão Preto. Am 19. August 1950 bestellte ihn Pius XII. zum Erzbischof von Curitiba. Die Amtseinführung erfolgte am 8. Dezember desselben Jahres.
Manuel da Silveira d’Elboux nahm an der ersten, zweiten und dritten Sitzungsperiode des Zweiten Vatikanischen Konzils teil.